# Rue Briquet
La rue Briquet est une voie du 18e arrondissement de Paris, en France.

## Situation et accès

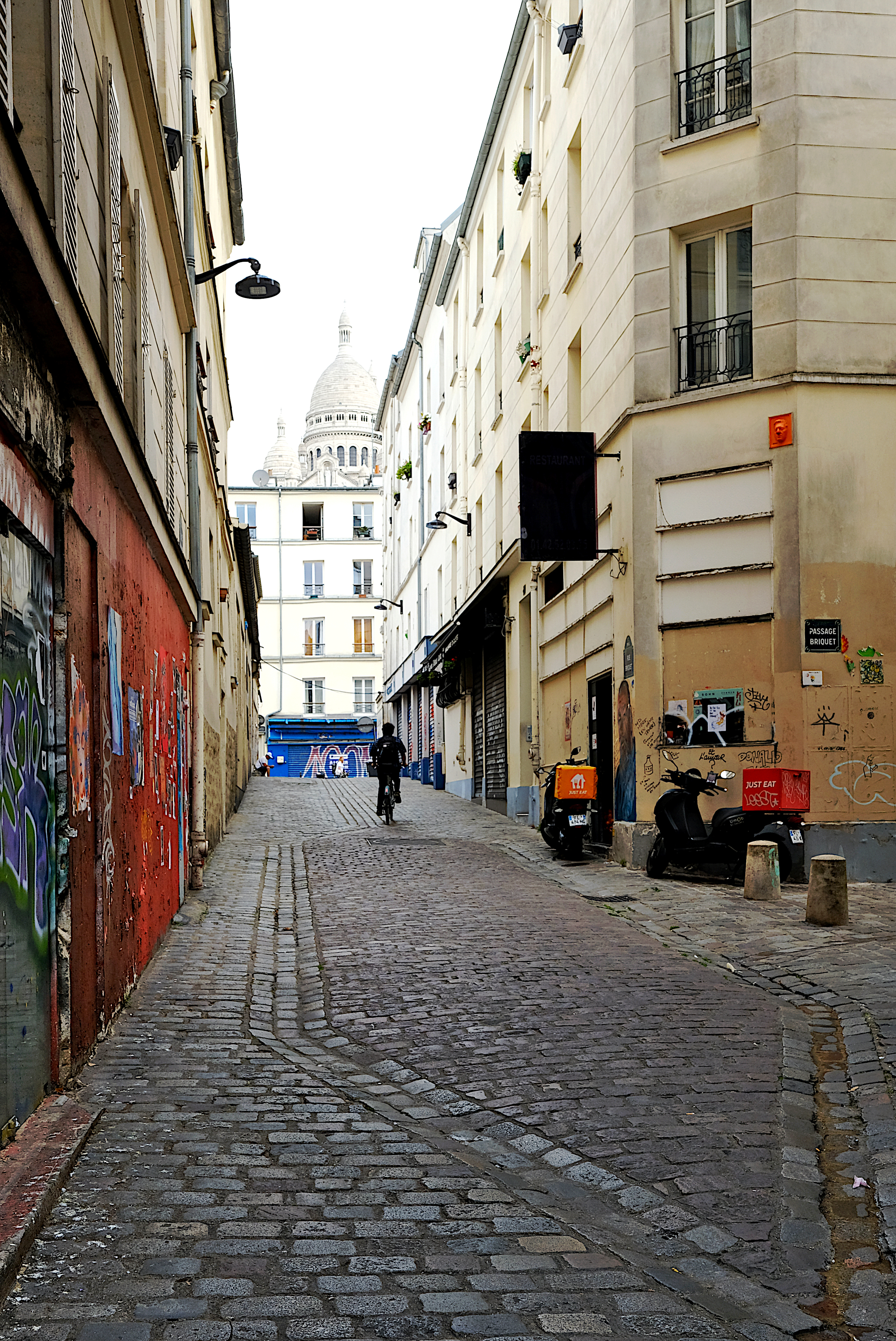
La rue Briquet en 2025.

La rue Briquet est une voie publique située dans le 18e arrondissement de Paris. Elle débute au 66, boulevard de Rochechouart et se termine au 27, rue d'Orsel.

## Origine du nom
La voie tire son nom de celui d'un ancien propriétaire.

## Historique
Cette voie est classée dans la voirie parisienne par un arrêté municipal du 18 novembre 1985.

## Bâtiments remarquables et lieux de mémoire

Art urbain
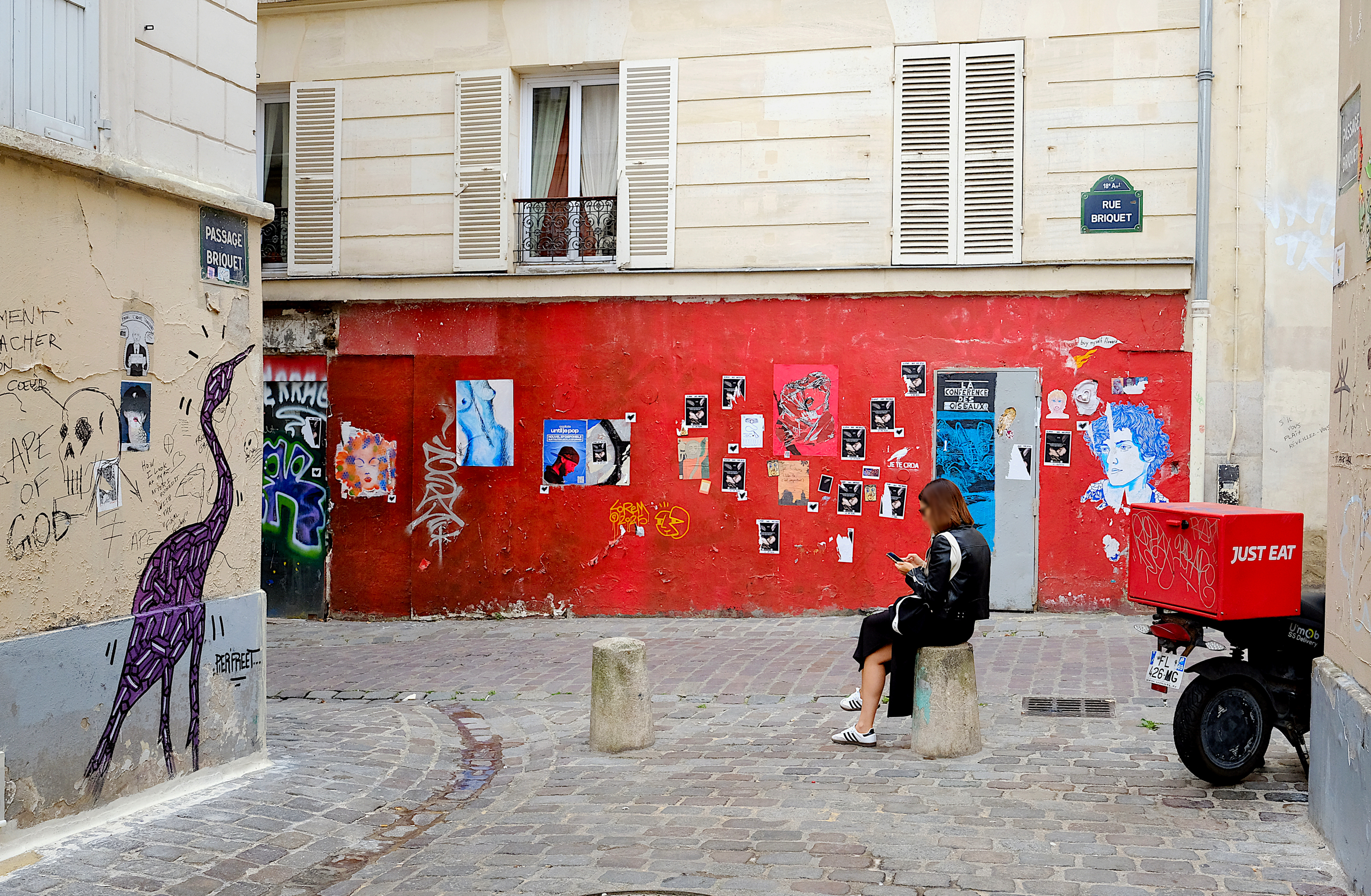